# Metallarcha
Metallarcha is een geslacht van vlinders uit de familie van de grasmotten (Crambidae), uit de onderfamilie van de Spilomelinae. De wetenschappelijke naam van dit geslacht is voor het eerst voorgesteld door Edward Meyrick in een publicatie uit 1884.

## Soorten
- M. achoeusalis (Walker, 1859)
- M. aureodiscalis (Hampson, 1918)
- M. beatalis (C. Felder, R. Felder & Rogenhofer, 1875)
- M. calliaspis Meyrick, 1884
- M. chrysitis Turner, 1941
- M. crocanthes Lower, 1896
- M. diplochrysa Meyrick, 1884
- M. epichrysa Meyrick, 1884
- M. erromena (Turner, 1908)
- M. eurychrysa Meyrick, 1884
- M. leucodetis Lower, 1900
- M. phaenolis Turner, 1913
- M. pseliota Meyrick, 1887
- M. tetraplaca Meyrick, 1887
- M. thiophara Turner, 1917
- M. zygosema Lower, 1898